# Lovely Molly
Lovely Molly är en amerikansk skräckfilm från 2011 regisserad av Eduardo Sánchez. I den bärande rollen märks Gretchen Lodge. Övriga framträdande skådespelare är Johnny Lewis och Alexandra Holden.

## Synopsis
Molly (Gretchen Lodge) och Tim (Johnny Lewis) gifter sig och flyttar ut till ett hus i ett avskilt område där Molly bodde som barn med sina föräldrar, som nu är döda. Det dröjer inte lång tid förrän Molly anar oråd, att nånting inte står rätt till i huset. Tim är ofta inte hemma på grund av sitt arbete som lastbilschaufför, och Molly tycker inte om att vara ensam i huset. Med kopplingar till tidigare erfarenheter i sin barndom börjar hon snart höra egendomligheter i huset, och hon inbillar sig att fadern fortfarande lever. Hennes syster Hannah (Alexandra Holden) försöker hjälpa henne och övertyga henne om att antingen lägga fantasierna på hyllan eller att lämna huset. Molly vill dock stanna kvar och blir mer och mer desillusionerad, och hon börjar ta till narkotika, vilket hon också brukade före giftermålet. Mollys beteende och eskalerande destruktiva handlingar leder så småningom till den oundvikliga katastrofen.

## Rollista (i urval)
- Gretchen Lodge – Molly
- Johnny Lewis – Tim
- Alexandra Holden – Hannah